# Galaxias (pez)
Galaxias es un género de peces de río de la familia de los galáxidos (puye, puyén), distribuidos por aguas fluviales de clima templado del hemisferio Sur: Oceanía, América del Sur y Sudáfrica.

## Hábitat
Son especies de agua fría, con algunas especies que pueden vivir en lagos y ríos de alta montaña, incluyendo corrientes muy pequeñas cercanas a la cabedera.
Algunas especies incluyen una etapa marina en su ciclo de vida de tipo diádromo, cuando las larvas descienden río abajo hasta el mar, donde se desarrollan y retornan río arriba como juveniles, migrando hasta las altas altitudes donde pasan su vida como adultos. La distribución por distintos continentes de ciertas especies se ha hipotetizado que podría deberse a la migración de los alevines cuando están en el mar de unos continentes a otros.

## Especies
Existen 34 especies consideradas válidas:
- Galaxias angustiventris (Scofield et al., 2012)
- Galaxias anomalus (Stokell, 1959)
- Galaxias argenteus (Gmelin, 1789)
- Galaxias auratus (Johnston, 1883)
- Galaxias bobmcdowalli (Scofield et al., 2012)
- Galaxias brevipinnis (Günther, 1866)
- Galaxias cobitinis (McDowall y Waters, 2002)
- Galaxias depressiceps (McDowall y Wallis, 1996)
- Galaxias divergens (Stokell, 1959)
- Galaxias eldoni (McDowall, 1997)
- Galaxias fasciatus (Gray, 1842)
- Galaxias fontanus (Fulton, 1978)
- Galaxias fuscus (Mack, 1936)
- Galaxias globiceps (Eigenmann, 1928) - Puye (en Chile)
- Galaxias gollumoides (McDowall y Chadderton, 1999)
- Galaxias gracilis (McDowall, 1967)
- Galaxias johnstoni (Scott, 1936)
- Galaxias macronasus (McDowall y Waters, 2003)
- Galaxias maculatus (Jenyns, 1842) - Puye o Puyén (en Argentina y Chile)
- Galaxias neocaledonicus (Weber y de Beaufort, 1913)
- Galaxias niger (Andrews, 1985)
- Galaxias occidentalis (Ogilby, 1899)
- Galaxias olidus (Günther, 1866)
- Galaxias parvus (Frankenberg, 1968)
- Galaxias paucispondylus (Stokell, 1938)
- Galaxias pedderensis (Frankenberg, 1968)
- Galaxias platei (Steindachner, 1898) - Puyén grande (en Argentina) o Tollo (en Chile)
- Galaxias postvectis (Clarke, 1899)
- Galaxias prognathus (Stokell, 1940)
- Galaxias pullus (McDowall, 1997)
- Galaxias rekohua (Mitchell, 1995)
- Galaxias rostratus (Klunzinger, 1872)
- Galaxias tanycephalus (Fulton, 1978)
- Galaxias truttaceus (Valenciennes, 1846)
- Galaxias vulgaris (Stokell, 1949)
- Galaxias zebratus (Castelnau, 1861)

Así como una especie extinta:
- † Galaxias effusus (Lee et al., 2007)